# Helen Meles
Helen Meles est une actrice et chanteuse érythréenne. Elle a publié plusieurs albums et a joué dans de nombreux films érythréens. À l'âge de 13 ans, elle rejoint le Front populaire de libération de l'Érythrée (FPLE) où elle est inscrite à l'école révolutionnaire de l'organisation. Elle commence sa carrière musicale à l'âge de huit ans, dans un groupe soudanais formé par le FPLE, et fait différentes tournées au Soudan.

## Discographie
- 1997 : Kuhulay Segen
- 1998 : Ti Gezana
- 2000 : Remix Of Kuhulay Segen
- 2003 : Res'ani
- 2006 : Halewat

## Filmographie
- 1997 : Fikrin Kunatn
- 1997 : Debdabieu
- 2000 : Mesilka'we
- 2002 : Rahel
- 2004 : Manta Fikri
- 2006 : Tuwyo Netsela
- 2007 : Menyu Tehatati